# Club Villa Mitre
Maillots
Dernière mise à jour : 25 avril 2024.
Le Club Villa Mitre est un club argentin de football basé à Bahía Blanca.